# CARモディファイズ
『CARモディファイズ』（CARもでぃふぁいず、英題：英: CAR LOVERS ）は、2023年7月28日より刈谷日劇で先行公開された日本映画。松本大志の初主演映画で、監督は出馬康成。
宣伝コピーは、「モディファイできる。愛も、車も、人生も。」

## あらすじ
東京の下町の整備士・渡辺賢斗、脚本家を目指す川口拓也、BARモディファイズのスタッフとして働いている工藤アリスの３人は幼馴染である。
BARモディファイズはカーマニアのカリスマ、カトリーヌが経営し、カーマニアの聖地のような場所であり、年に一度開催される大イベント『モンスターミーティング』 を週末に控え、店はその話題で持ちきりだ。
そんなある日、拓也がシナリオコンテストで賞を取るのだが、その資金を持ち逃げされたため、追い詰められた拓也は皆に内緒で詐欺に手を染めてしまう。
そんな時に、アリスに愛想をつかされている前科犯の父親・工藤俊平が突然現れ、俊平のせいでアリスは誘拐されてしまう。
事の重大さを察した賢斗とカトリーヌは、車仲間を集めてアリスの救出に向かう。

## 登場人物
渡辺賢斗
演 - 松本大志
主人公。下町の整備士。
川口拓也
演 - 大葉律
主人公。脚本家志望。
工藤アリス
演 - くれみわ
二人の幼馴染。BARモディファイズのスタッフ。
工藤俊平
演 - 玉袋筋太郎
刑務所あがりのアリスの父親。
渡辺健一
演 - 石倉三郎
渡辺賢斗の父親。
ひろし
演 - 猫ひろし
ドライバー
演 - 四方堂亘
カトリーヌ
演 - カトゥー
カーマニアのカリスマ。BARモディファイズを経営。
松原豊
演 - Kいち
麗華
演 - 加藤絵莉
ウメ
演 - 梅ちゃん！
諸星
演 - 諸星伸一
常連客
演 - メインハイ
組員A
演 - 竹本泰志
組員B
演 - 長島翼
カメラマン三木
演 - ドルフィンソング三木
他
演 - 末井昭

演 - 大崎一万発

演 - ヒロシ・ヤング

## スタッフ
- 脚本・監督：出馬康成
- 撮影監督：森下彰三
- 音楽：LAST FIRST B.C.V
- 主題歌：LAST FIRST

- 製作総指揮：羽入田行夫
- プロデューサー：三田めぐみ
- 制作：赤間俊秀、中川ようこ、河野宗彦
- Bキャメ・照明：山川郁顕、清井俊樹
- 助監督：森山茂雄、濱砂惣
- 衛生班：佐藤晃平
- 録音：池田知久、植田中
- メイク・衣装：KUMI、花井麻衣
- 編集：植田中
- 制作事務局：齊藤梨江
- 予告編ナレーション：Gたかし

## 劇用車
- クラウンピックアップ
- フェアレディZ
- ハコスカ
- センチュリー
- アートトラック
- ジャガー
- キャディラック4WD
- クラウン・セダン
- キャンピングカー
- ランボルギーニ
- BMW
- マッスルカー
- ヴィッツ

## 製作
撮影は、2022年5月8日に最後のシーンを撮影し、5月19日から5月28日で本編部分の撮影が終了し、2022年12月に完成した。
2023年2月18日に、ユーロライブ渋谷にて、1日限りのプレミアム先行上映がされた。

2023年7月28日より愛知県の刈谷劇場で先行上映され、9月16日から池袋シネマロサで公開された。

## ロケ地
- Konoha house
- 洋服の店フジセ
- カットハウス吾妻橋
- 浅草セントラルホテル
- Touch and Go Azumabashi
- リバーサイド　カラオケスナック
- 埼玉カートパーク
- ノア 溝口店
- 隅田川テラス
- 豊洲ぐるり公園
- 墨田区立 吾妻橋公園
- ワタナベボクシングジム
- 愚麗斗「グレイト」